# Mazée
Ne doit pas être confondu avec Mazaios.
Mazée (en wallon Måzêye) est un village de Wallonie situé dans l'Entre-Sambre-et-Meuse. A l'extrémité nord-orientale du Parc naturel Viroin-Hermeton, dans la vallée du Viroin et en bordure de la frontière française il fait administrativement partie de la commune de Viroinval dans la province de Namur en Belgique. C'était une commune à part entière avant la fusion des communes de 1977. Mazée se trouve sur le territoire du Parc national de l'Entre-Sambre-et-Meuse (ESEM).

## Géographie
La commune est entourée, au nord par Niverlée et Vaucelles, à l’est par Hierges (France), à l’ouest et au sud par Treignes; le hameau de Najauge est arrosée par le Viroin.

## Évolution démographique
- Source: DGS, 1831 à 1970=recensements population, 1976= habitants au 31 décembre

## Éléments d'histoire
- On a retrouvé à Mazée des outils en silex taillé et poli, signe d'une présence humaine très ancienne.

- En 1107, Henri de Lorraine donne le village à l’abbaye de Florennes, alors territoire de la Principauté de Liège, qui y construit en 1180 une église dédiée à la Vierge Marie et un moulin. A la même époque, les hommes doivent la garde au château de Florennes, dont le seigneur est avoué (protecteur) de l’abbaye. Cette situation engendre des rivalités[1].

- La ferme-château a été construite sur un éperon rocheux au XVIe siècle par Jean de Condé, avoué de l’abbaye de Florennes.

- Le 19 février 1793, lors du vote pour la réunion à la France, Mazée (238 habitants) n’envoie pas son scrutin, ce qui n’empêche pas que le village soit versé trois mois plus tard dans le canton municipal de Treignes, un des dix cantons du district de Couvin, département des Ardennes, avec Le Mesnil, Matignolle, Oignies, Vaucelles et Vierves. En mars 1796, il existait un projet de réduction des cantons et Mazée devait être compris dans celui de Givet-Saint-Hilaire (24 communes)[2].

- En 1830, la population compte 305 habitants répartis sur 72 maisons et 2 fermes. Un cinquième du territoire est couvert par les bois taillis. L'activité économique tourne alors principalement autour de l'agriculture et de l'élevage. En hiver, les habitants s’occupent de l’exploitation des bois et des mines de fer et de plomb. Un moulin à farine et un moulin à drêche (résidu d’orge)[3].

- La maison paternelle d’Arthur Masson se trouve au n° 17 de la rue Arthur Masson ou, plus exactement, à la voÿe à Toine ; c’est là que l’auteur écrivit en partie son premier roman, Toine, obèse ardennais.

## Patrimoine
- Eglise Notre-Dame de la Nativité. Edifice reconstruite en 1875 par l'architecte Degreny, qui conserve l'ancienne église dont la tour sans doute de la 1re moitié du XVIe siècle[4].
- Château-ferme de Mazée, rue du Château. Construite peut-être par Jean de Condé, qui se qualifiait de haut avoué au début du XVIIe siècle, avant de faire retour plus tard à l'abbaye de Florenne en 1689[5].
- Le Vieux Moulin, rue du Moulin. Datant du XVIIIe siècle, ancien moulin construit en  moellons de calcaire et de grès peints, ses ouvertures sont totalement transformé aux XIXe et XXe siècles[6].
- Chapelle Saint-Roch, rue Saint-Roch. Datant de 1742[7].

## Personnalité
- Jean-Martin Bajomez (Mazée 1725-1801), religieux augustin hiéronymite à Divers-Mont (Fumay). Il fit ses études à Thuin, Douai et en Italie (Vicence; Padoue). Il fut notamment maître des novices, professeur et vicaire général. Après la Révolution française, il est curé à Dinant puis à Weillen. Il est l'auteur de plusieurs ouvrages dont l'histoire du couvent de Divers-Mont & biographies de religieux[8].